# 日詰昭一郎
日詰 昭一郎（ひづめ しょういちろう、1957年12月10日 - 2001年10月15日）は日本のミュージシャン、シンガーソングライター。

## 略歴
- ～1976年 - 
  - 高校時代からうじきつよしらと共に子供ばんどを結成、主に洋楽ロックのカバーなどを中心に活動後、脱退。
- 1977年 - 
  - 数々のミュージシャンのレコーディング、セッションを多方面に行う。
- 1987年
  - TM NETWORK、織田哲郎のサポートベーシストとして活動。
- 1988年
  - シングル「ああ異常」で歌手デビュー。同時にBOLAN（後のT-BOLAN）をプロデュース。
  - ラジオ「小室哲哉のSF Rock Station」（東海ラジオ）に「ドクトル日詰」としてレギュラー出演。また同番組の企画で、小室・木根尚登・宇都宮隆と共にユニット「ハンバーグ&カニクリームコロッケ」を結成し、ボーカルを担当する。
- 1991年
  - 諸岡ケンジと共にJack Bitesを結成。アニメ「機甲警察メタルジャック」OP、EDを手がける。
- 2001年10月15日
  - 脳出血のため逝去。

## ディスコグラフィー

### シングル
1. ああ異常（1988/10/05）
2. WEEKEND LOVE（1989/08/12）

### アルバム
1. ロマン 神経衰弱（1988/10/19）
2. TAKE A CHANCE（1989/08/21）

## 楽曲提供

### 作曲
- 桜井ゆみ「In Your Eyes」
- 林原めぐみ「COMET rendez-vous」「SUPER FEELING」
- 前田亘輝「C'MON」
- 高山みなみ「LANDING TO THE PARADISE!」他同CD内編曲5曲

### 作曲・編曲
- 寺尾友美「メリー・メリークリスマス」